# حمام نواب (زورخانه)
حمام نواب (زورخانه) مربوط به اوایل دوره قاجار است و در تربت حیدریه، خیابان فرمانداری، کوچه باشگاه واقع شده و این اثر در تاریخ ۲۴ اسفند ۱۳۸۳ با شمارهٔ ثبت ۱۱۶۶۱ به‌عنوان یکی از آثار ملی ایران به ثبت رسیده است.